# Sous les drapeaux, l'enfer
Pour plus de détails, voir Fiche technique et Distribution.
Sous les drapeaux, l'enfer (軍旗はためく下に, Gunki hatameku motoni) est un film japonais réalisé par Kinji Fukasaku, sorti en 1972.

## Synopsis
Une veuve de guerre retourne années après années au Ministère de la Santé et de la sécurité Sociale, pour essayer de redorer le nom de son mari tombé en disgrâce, un sergent passé en cour martiale et exécuté pour avoir déserté à la fin de la guerre. En cherchant quatre survivants de la garnison de son mari, elle part à la poursuite de la vérité et découvre un grand mystère.

## Fiche technique
- Titre français : Sous les drapeaux, l'enfer[1]
- Titre français alternatif : Sous le drapeau du soleil levant[2]
- Titre anglais : Under the Flag of the Rising Sun
- Titre original : 軍旗はためく下に (Gunki hatameku motoni?)
- Réalisation : Kinji Fukasaku
- Scénario : Kinji Fukasaku, Norio Osada et Kaneto Shindō, d'après un roman de Shōji Yūki (ja)
- Production : Seishi Matsumaru et Shōhei Tokizane
- Sociétés de production : Shinsei Eigasha et Tōhō
- Musique : Hikaru Hayashi
- Photographie : Hiroshi Segawa
- Montage : Keiichi Uraoka
- Pays d'origine :  Japon
- Langue originale : Japonais
- Format : couleur — 1,85:1 — son mono — 35 mm
- Genre : drame
- Durée : 97 minutes[3]
- Date de sortie :
  - Japon : 12 mars 1972[3]

## Distribution
- Sachiko Hidari : Sakie Togashi
- Tetsurō Tanba : Katsuo Togashi
- Noboru Mitani : le soldat Tsuguo Terajima
- Sanae Nakahara : Mme Ochi
- Kanemon Nakamura : Senda
- Yumiko Fujita : Tomoko, la fille de Sakie
- Taketoshi Naitō : Ohashi
- Isao Natsuyagi : Sakai